# Randaberg
Randaberg ist eine Kommune im norwegischen Fylke Rogaland. Die Kommune hat 11.795 Einwohner (Stand: 1. Januar 2025), wovon ein Großteil zur Stadt Stavanger gezählt wird. Verwaltungssitz ist der gleichnamige Ort Randaberg.

## Geografie

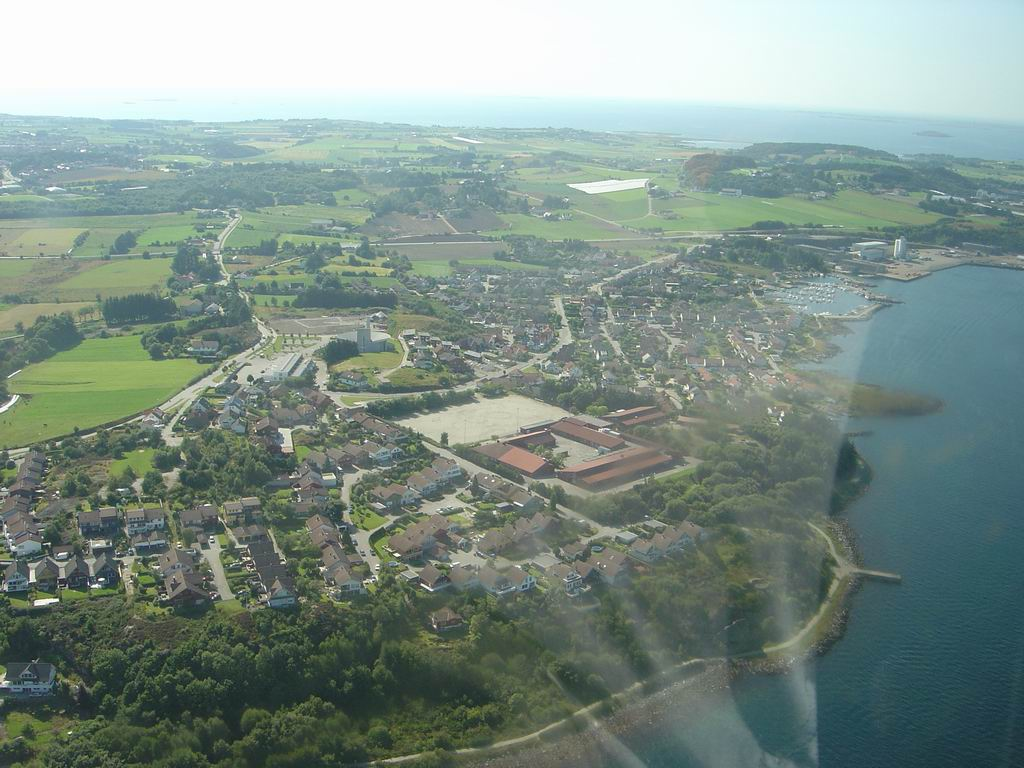
Blick auf Grødem, 2005

Die Kommune Randaberg liegt an der Westküste Rogalands im Norden der Landschaft Jæren. Nördlich von Randaberg schneidet sich der Boknafjord in das Land ein. Die Gemeinde hat im Süden eine Landgrenze und im östlich gelegenen Byfjord zudem eine Seegrenze zur Kommune Stavanger. Des Weiteren bestehen im Meer verlaufende Grenzen zu Sola im Südwesten und Kvitsøy im Nordwesten. An der Südgrenze liegt der See Hålandsvatnet. Die Erhebung Signalhaugen stellt mit einer Höhe von 75,2 moh. den höchsten Punkt der Kommune Randaberg dar. Randaberg gehört damit zu den am niedrigsten gelegenen Gemeinden Norwegens.
Flächenmäßig ist Randaberg die siebtkleinste Kommune Norwegens (Stand: 2021).

## Einwohner
In Randaberg liegt ein Teil des Stadtgebiets von Stavanger. Stavanger/Sandnes ist der einzige sogenannte Tettsted, der auf dem Gebiet der Gemeinde liegt. Zum 1. Januar 2024 lebten in Randaberg 10.276 der insgesamt 239.055 Einwohner von Stavanger/Sandnes. Es gibt als keine weiteren Orte, die für statistische Zwecke als eine städtische Siedlung gewertet werden. Die Orte Randaberg, Grødem und Goa werden jeweils zum Tettsted Stavanger/Sandnes gezählt. Die Bevölkerungszahl ist über die Jahre hinweg stark angestiegen, was auf die Nachbarschaft Stavanger zurückzuführen ist.
Die Einwohner der Gemeinde werden Randabergsbu genannt. Randaberg hat wie viele andere Kommunen der Provinz Rogaland weder Nynorsk noch Bokmål als offizielle Sprachform, sondern ist in dieser Frage neutral.
| Jahr          | 1986 | 1990 | 1995 | 2000 | 2005 | 2010 | 2015   | 2020   | 2025   |
| ------------- | ---- | ---- | ---- | ---- | ---- | ---- | ------ | ------ | ------ |
| Einwohnerzahl | 6967 | 7561 | 8164 | 8773 | 9099 | 9997 | 10.556 | 11.221 | 11.795 |

## Geschichte

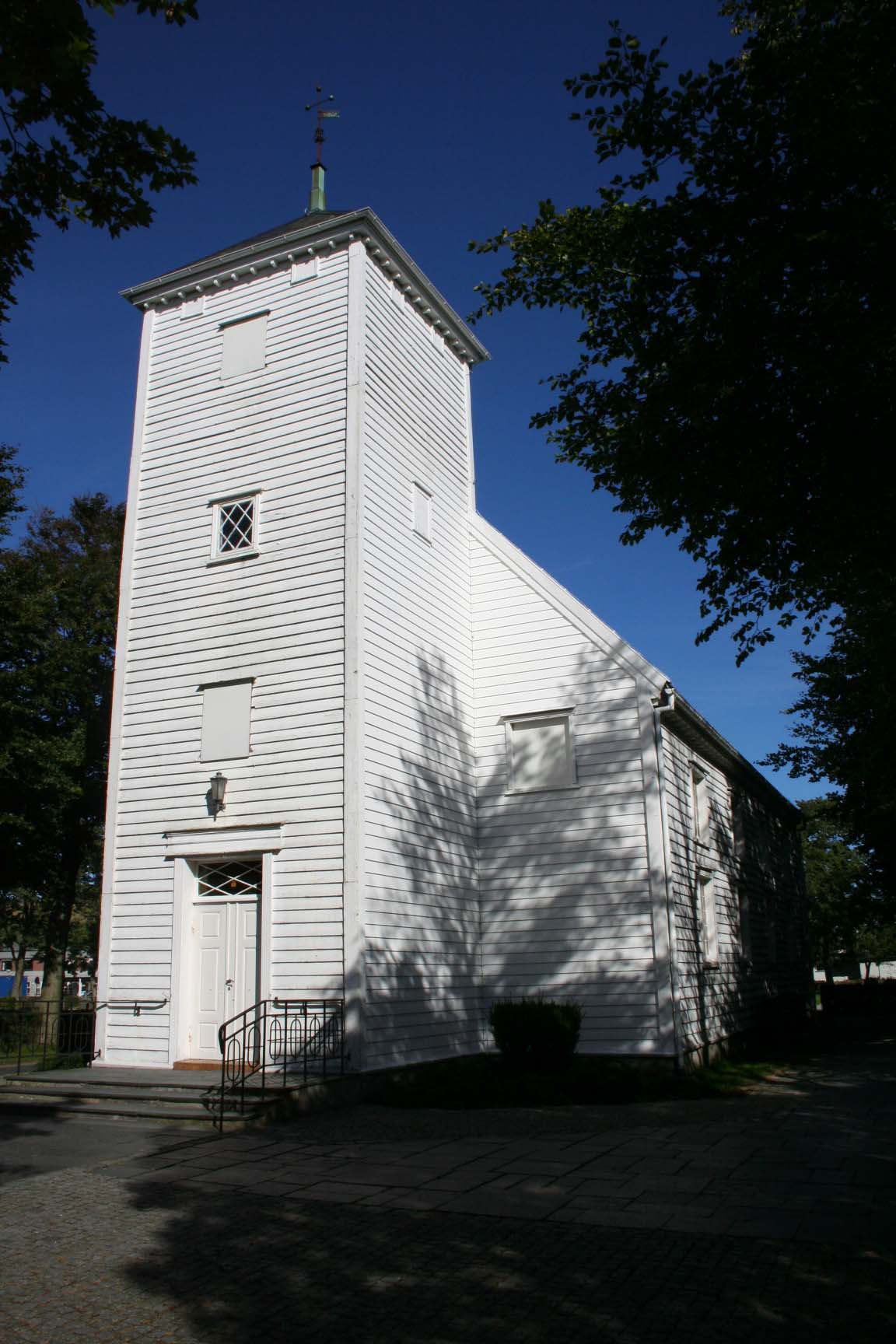
Kirche von Randaberg

Einige der ersten Bewohner Norwegens haben hier gelebt. Man glaubt, dass die ersten Menschen 12.000 v. Chr. hierher kamen. Es wird angenommen, dass Svarthola (auch bekannt als Vistehola) die Unterkunft für eine Gruppe von 25 Personen war (6000 v. Chr.). Diese Menschen waren hauptsächlich Jäger und Sammler. Ab 4000 v. Chr. waren sie hauptsächlich Landwirte.

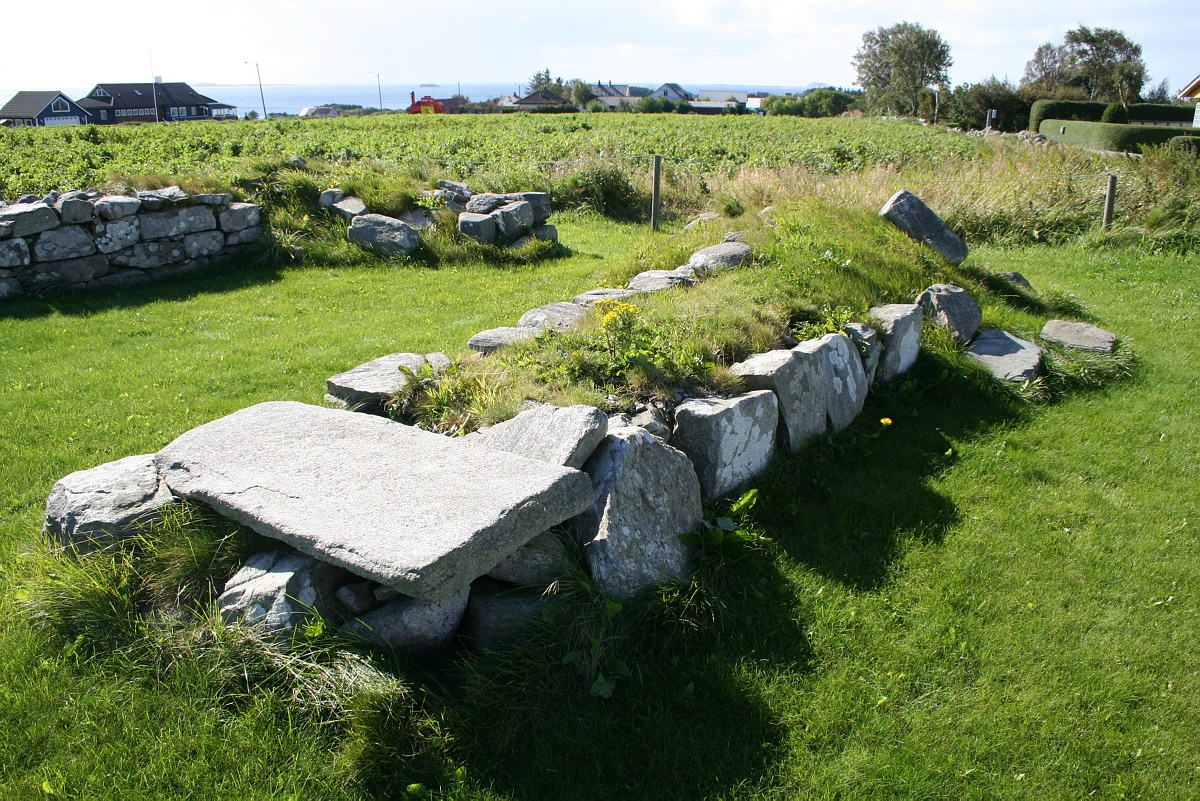
Ruine der Randabergkirken

Die Gemeinde Randaberg wurde am 1. Juli 1922 gegründet, als man es von der damaligen Kommune Hetland abspaltete. Randaberg hatte bei seiner Gründung 1256 Einwohner, Hetland verblieb mit 10.167.
Etwa um 1630 wurde die alte Stabkirche durch eine einfache Holzkirche ersetzt. Die Altartafel wurde von Gottfried Hendtzschel gemalt, figürlicher Schmuck vom Schnitzer Laurids Snekker geschaffen. Diese wurde im Jahr 1845 durch die Holzkirche Randaberg kirke ersetzt. Sie wurde nach Typplänen von Hans Ditlev Franciscus von Linstow erbaut. Die Grødem kirke wurde im Jahr 2000 fertiggestellt.
Kurz nach Beginn des Zweiten Weltkrieges, am 9. April 1940, wurde Randaberg, wie die gesamte Westküste Norwegens, im Zuge der Operation Unternehmen Weserübung besetzt. Während der Besatzungszeit wurde Randaberg wegen seiner strategischen Lage am Byfjord zur Festung ausgebaut. Der Randaberger Isak Rygh erfasste die deutschen Stellungen und gab die Zeichnungen und Karten an die norwegische Widerstandsbewegung weiter, wofür er 1942 zur Haft in einem deutschen Konzentrationslager verurteilt wurde. Am 11. Mai 1945 wurden die deutschen Besatzer durch britische Alliierte entwaffnet und gefangen genommen.

## Wirtschaft und Infrastruktur

### Verkehr
Durch den Osten der Kommune verläuft die Europastraße 39 (E39). Sie stellt Richtung Süden die Verbindung nach Stavanger her und verläuft von dort weiter bis an die an der norwegischen Südküste gelegenen Stadt Kristiansand. In nordöstliche Richtung führt der Byfjordtunnel aus Randaberg weiter auf zur Kommune Stavanger gehörenden Inseln. Von dort aus verläuft sie unter anderem über Fährverbindungen weiter in den Norden. Von der E39 zweigen in Randaberg mehrere Straßen in die westlicheren Gebiete des Gemeindeareals ab. Im Zuge des Bauprojekts Rogfast soll ein Unterwasserstraßentunnel durch den Boknafjord die Verbindung zwischen Randaberg und der Kommune Bokn herstellen. Damit soll eine fährenfreie E39 ermöglicht werden. In der Gemeinde liegt zudem das Leuchtfeuer Tungenes fyr. Das erste Leuchtfeuer wurde 1828 gebaut und 1862 an den heutigen Standort verschoben. Der Betrieb wurde 1984 eingestellt und später zu einem Museum umfunktioniert.

### Wirtschaft
Der Wirtschaftssektor mit den meisten Arbeitnehmern ist in Randaberg die öffentliche Verwaltung und der Dienstleistungsbereich mit dem Warenhandel und der Hotellerie. Für die Industrie spielt die in Stavanger beheimatete Ölindustrie eine größere Rolle. Auch die Landwirtschaft ist für die Kommune von größerer Bedeutung, wobei jedoch nur eine kleine Anzahl der Arbeitsplätze in diesem Bereich zu verorten sind. In der Landwirtschaft ist die Milchproduktion und die Hühnerhaltung weit verbreitet. Auf den landwirtschaftlich genutzten Flächen wird häufig Gemüse angebaut. Ein großer Teil der Bevölkerung arbeitet außerhalb der Gemeinde. Im Jahr 2020 arbeiteten von 5628 Arbeitstätigen nur 1582 in Randaberg selbst, 2489 waren in der Kommune Stavanger tätig. Die weiteren Personen verteilten sich unter anderem auf Sola und Sandnes.

## Name und Wappen
Das seit 1981 offizielle Wappen der Kommune zeigt am Rand verteilte 14 silberne Münzen auf blauem Hintergrund. Der gleichlautende altnordische Gemeindename setzt sich neben dem Bestandteil „-berg“ aus dem altnordischen Wort „rǫnd“ (deutsch: „Rand“) zusammen. Der Name spiegelt Randabergs Lage an der Küste wider.

## Persönlichkeiten
- Tove Elise Madland (* 1965), Politikerin

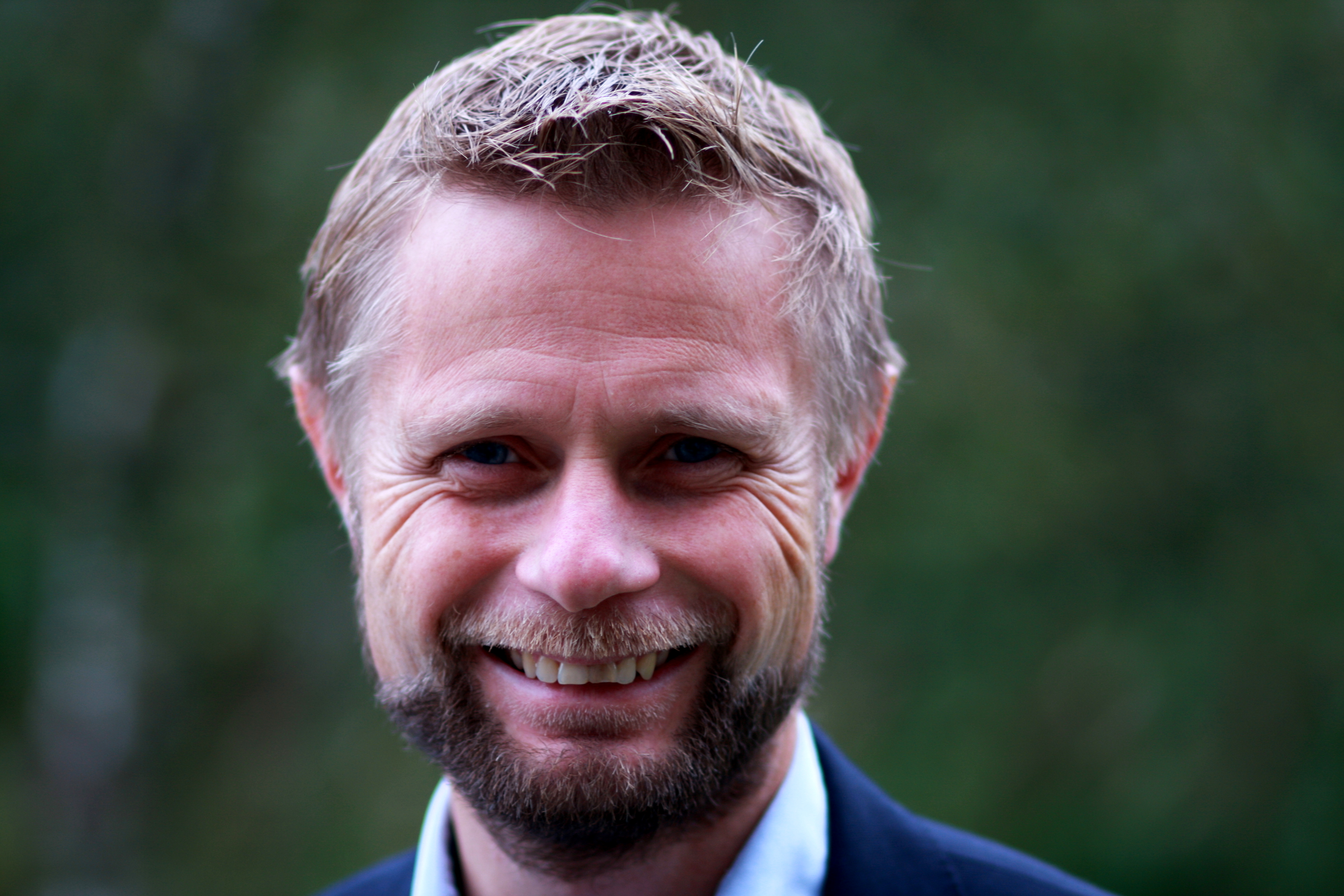
Bent Høie, langjähriger Gesundheitsminister

- Bent Høie (* 1971), Politiker, ehemaliger Gesundheitsminister
- Rune Holta (* 1973), Speedwayfahrer
- Iselin Nybø (* 1981), Politikerin
- Live Sørbø (* 2000), Volleyballspielerin